# Bahuarba
Bahuarwa (nep. बहुअर्वा) – gaun wikas samiti w środkowej części Nepalu w strefie Dźanakpur w dystrykcie Dhanusha. Według nepalskiego spisu powszechnego z 2011 roku liczył on 883 gospodarstwa domowe i 5068 mieszkańców (2618 kobiet i 2450 mężczyzn).